# Canton de Semur-en-Brionnais
Le canton de Semur-en-Brionnais est une ancienne division administrative française du département de Saône-et-Loire et la région Bourgogne-Franche-Comté. Toutes les communes de ce canton appartiennent au canton de Chauffailles depuis le 18 février 2014.

## Géographie
Ce canton était organisé autour de Semur-en-Brionnais dans l'arrondissement de Charolles. Son altitude varie de 245 m (Iguerande) à 549 m (Sainte-Foy) pour une altitude moyenne de 385 m.

## Histoire
- De 1833 à 1848, les cantons de Marcigny et de Semur-en-Brionnais avaient le même conseiller général. Le nombre de conseillers généraux était limité à 30 par département[2].

## Représentation

### Conseillers d'arrondissement (de 1833 à 1940)
| Période                                  | Période          | Identité                                 | Étiquette           | Qualité |
| ---------------------------------------- | ---------------- | ---------------------------------------- | ------------------- | --- |
| 1833                                     | 1839             | Antoine Despierre (1779-1860)            | Constitutionnel     | Propriétaire, négociant, maire de Saint-Didier                                                              |
| 1839                                     | 1864             | Baron Léopold Dupuy de Semur (1806-1872) |                     | Propriétaire, maire de Semur-en-Brionnais                                                                   |
| 1864                                     | 1871             | Camille Laurent                          |                     | Propriétaire à Semur-en-Brionnais                                                                           |
| 1871                                     | 1877             | Antoine Maxime Meilheurat                |                     | Maire de Saint-Christophe-en-Brionnais                                                                      |
| 1877                                     | Oct.1883 (décès) | Jean Burdin (1806-1883)                  | Républicain         | Maire d'Iguerande                                                                                           |
| 1883                                     | 1898             | Jean Poulalier                           | Républicain radical | Maire de Semur-en-Brionnais, suppléant du juge de paix                                                      |
| 1898                                     | 1919             | Jean-Marie Jacquet                       | Radical             | Propriétaire viticulteur, maire de Fleury-la-Montagne (1886-1929)                                           |
| 1919                                     | 1934             | Jean Fayolle                             | Radical             | Maire de Saint-Christophe-en-Brionnais                                                                      |
| 1934                                     | 1937             | Charles-Joseph Morel                     | URD                 | Médecin, maire de Saint-Christophe-en-Brionnais                                                             |
| 1937                                     | 1940             | Philippe Chapelle                        | URD                 | Médecin, maire de Mailly                                                                                    |
| 1940                                     |                  |                                          |                     | Les conseils d'arrondissement ont été suspendus par la loi du 12 octobre 1940 et n'ont jamais été réactivés |
| Les données manquantes sont à compléter. |                  |                                          |                     | |

### Conseillers généraux de 1833 à 2015
| Période | Période      | Identité                                     | Étiquette                   | Qualité |
| ------- | ------------ | -------------------------------------------- | --------------------------- | --- |
| 1833    | 1842         | Claude Terrion                               |                             | Maire de Semur-en-Brionnais (1830-1848)                                                                                                 |
| 1842    | 1848         | Jacques Reverchon                            | Gauche                      | Maire de Marcigny Représentant du peuple (1848-1849)                                                                                    |
| 1848    | 1864         | Jean-Claude Blondel                          |                             | Notaire, maire de Mailly |
| 1864    | 1871         | Augustin Louis Léopold Dupuys Baron de Semur |                             | Chevalier de Malte Maire de Semur-en-Brionnais                                                                                          |
| 1871    | 1891 (décès) | Jean-Baptiste Bouthier de Rochefort          | Républicain (Centre gauche) | Propriétaire-agriculteur Député (1876-1885 et 1889-1891)                                                                                |
| 1891    | 1898 (décès) | Hippolyte Franc                              | Républicain                 | Industriel chimiste, député (1891-1898)                                                                                                 |
| 1898    | 1919         | Jean Poulalier                               | Rad.                        | Juge de paix à Palinges Maire de Semur-en-Brionnais, conseiller d'arrondissement                                                        |
| 1919    | 1925         | Jean-Marie Jacquet                           | Rad.                        | Propriétaire-viticulteur, maire de Fleury-la-Montagne, conseiller d'arrondissement                                                      |
| 1925    | 1937         | Francis Marinier                             | Rad.                        | Charron-carrossier Maire de Semur-en-Brionnais                                                                                          |
| 1937    | 1940         | Charles-Joseph Morel (1890-1977)             | URD                         | Médecin Maire de Saint-Christophe-en-Brionnais, conseiller d'arrondissement Nommé conseiller départemental en 1942                      |
|         |              |                                              |                             | |
| 1945    | 1952 (décès) | Louis Goutaudier                             | DVD-RPF                     | Curé et Maire de Mailly, ancien résistant                                                                                               |
| 1952    | 1967         | Claudius Eugène Bachelet                     | CNIP                        | Propriétaire agricole Député (1949-1951) Maire de Semur-en-Brionnais                                                                    |
| 1967    | 1985         | Alexis Raquin                                | DVD puis UDF-PR             | Chef d'entreprise Maire de Saint-Christophe-en-Brionnais                                                                                |
| 1985    | 1998         | Michel Vivier                                | DVG puis DVD                | Notaire Maire d'Iguerande |
| 1998    | 2004         | Jean-Claude Fraissé                          | DVD                         | Maire de Saint-Julien-de-Jonzy |
| 2004    | 2015         | André Mamessier                              | DVD                         | Chef d'entreprise Maire de Saint-Didier-en-Brionnais (1977-2020) Président de la Communauté de communes du Canton de Semur-en-Brionnais |

## Composition
Le canton de Semur-en-Brionnais groupe 14 communes et compte 4 974 habitants (recensement de 2006 sans doubles comptes).
| Communes                      | Population (2012) | Code postal | Code Insee |
| ----------------------------- | ----------------- | ----------- | ---------- |
| Briant                        | 211               | 71110       | 71060      |
| Fleury-la-Montagne            | 608               | 71340       | 71200      |
| Iguerande                     | 988               | 71340       | 71238      |
| Ligny-en-Brionnais            | 346               | 71110       | 71259      |
| Mailly                        | 174               | 71340       | 71271      |
| Oyé                           | 292               | 71800       | 71337      |
| Saint-Bonnet-de-Cray          | 409               | 71340       | 71393      |
| Saint-Christophe-en-Brionnais | 489               | 71800       | 71399      |
| Saint-Didier-en-Brionnais     | 147               | 71110       | 71406      |
| Sainte-Foy                    | 136               | 71110       | 71415      |
| Saint-Julien-de-Jonzy         | 273               | 71110       | 71434      |
| Sarry                         | 125               | 71110       | 71500      |
| Semur-en-Brionnais            | 645               | 71110       | 71510      |
| Varenne-l'Arconce             | 131               | 71110       | 71554      |

## Démographie
| 1962  | 1968  | 1975  | 1982  | 1990  | 1999  | 2006  | 2009 |
| ----- | ----- | ----- | ----- | ----- | ----- | ----- | ---- |
| 5 161 | 5 593 | 5 163 | 5 143 | 4 865 | 4 965 | 4 974 | -    |